# Neoscona raydakensis
Neoscona raydakensis är en spindelart som beskrevs av Saha et al. 1995. Neoscona raydakensis ingår i släktet Neoscona och familjen hjulspindlar. Inga underarter finns listade i Catalogue of Life.